# Cosmarium subspeciosum
Cosmarium subspeciosum là một loài Song tinh tảo trong họ Desmidiaceae, thuộc chi Cosmarium.